# Chironomus canus
Chironomus canus är en tvåvingeart som först beskrevs av Gabriel Strobl 1910.  Chironomus canus ingår i släktet Chironomus och familjen fjädermyggor.
Artens utbredningsområde är Österrike. Inga underarter finns listade i Catalogue of Life.